# Karen Hassan
Karen Hassan (Belfast, Irlanda del Norte; 31 de julio de 1981) es una actriz británica, más conocida por haber interpretado a Lynsey Nolan en la serie Hollyoaks y a Therese en la serie Vikings.

## Carrera
El 24 de noviembre de 2008, se unió como personaje recurrente de la exitosa serie británica Hollyoaks, donde interpretó a Lynsey Nolan hasta el 21 de agosto de 2012. En marzo de 2013, regresó a la serie brevemente para filmar algunas escenas donde se le apareció a su asesino Paul, su última aparición fue el 10 de julio del mismo año. Entre 2008 y 2010, apareció de nuevo como Lynsey en el spin-off de la serie, conocido como Hollyoaks: Later.
En 2013 se unió al elenco recurrente de la serie The Fall, donde interpretó a Annie Brawley. En 2015 apareció como personaje recurrente de la tercera temporada de la serie Vikings, donde interpretó a Therese, la amante y confidente del Conde Odo.

## Filmografía

### Series de televisión
| Año               | Título                     | Personaje                 | Notas                                              |
| ----------------- | -------------------------- | ------------------------- | -------------------------------------------------- |
| 2017              | Snatch                     | Lady Carnation (de joven) | episodio "Coming Home to Roost"                    |
| 2013 - 2014, 2016 | The Fall                   | Annie Brawley             | 8 episodios                                        |
| 2016              | Suspects                   | Rose Harris               | 2 episodios                                        |
| 2016              | The Royals                 | Emily                     | episodio "And Then It Started Like a Guilty Thing" |
| 2015 - 2016       | Vikings                    | Therese                   | 12 episodios                                       |
| 2008 - 2012, 2013 | Hollyoaks                  | Lynsey Nolan              | 167 episodios                                      |
| 2012              | Casualty                   | Nicole Clancy             | 2 episodios                                        |
| 2010 - 2011       | Sketchy with Diarmuid Corr | Varios Personajes         | 9 episodios                                        |
| 2008 - 2010       | Hollyoaks Later            | Lynsey Nolan              | 10 episodios                                       |

### Películas
| Año  | Título                  | Papel           | Notas                                             |
| ---- | ----------------------- | --------------- | ------------------------------------------------- |
| 2010 | Erwin                   | Prostituta      | corto - junto a Brian Milligan                    |
| 2009 | Scapegoat               | Patricia Curran | junto a Martin McCann & Ian McElhinney            |
| 2008 | Fifty Dead Mean Walking | Madre           | junto a Ben Kingsley, Jim Sturgess & Kevin Zegers |
| 2008 | Last Man Hanging        | Pearl Gamble    | junto a Ian McElhinney                            |
| 2008 | Hunger                  | Novia de Gerry  | junto a Liam McMahon & Michael Fassbender         |
| 2008 | Miss Conceptio          | Joven Monja     | junto a Heather Graham                            |
| 2007 | I Master of Reality     | -               | corto - junto a Geoff Gatt                        |
| 2007 | I Checkout              | Joven           | corto - junto a Glenn McKee                       |

## Premios y nominaciones
| Año  | Categoría    | Premio             | Serie     | Resultado |
| ---- | ------------ | ------------------ | --------- | --------- |
| 2012 | Best Actress | Inside Soap Award  | Hollyoaks | Nominada  |
| 2012 | Best Actress | British Soap Award | Hollyoaks | Nominada  |